# Simon Lehoko
Simon Lehoko (Vereeniging, Sudáfrica; 1951 – 17 de abril de 2025) fue un futbolista sudafricano que jugó en la posición de defensa.

## Carrera

### Club
| Periodo   | Club                  | Apariciones | Goles |
| --------- | --------------------- | ----------- | ----- |
| 1971–1978 | Vaal Professionals FC | 214         | 11    |
| 1978–1985 | Kaizer Chiefs         | 238         | 25    |

### Selección nacional
Lehoko jugó para Sudáfrica en una ocasión en 1977 ante Rodesia.

## Logros
- NPSL (3): 1979, 1981, 1984
- Copa Nedbank (4): 1979, 1981, 1982, 1984
- Telkom Knockout (2): 1983, 1984
- MTN 8 (3): 1981, 1982, 1985